# 弘前市立小友小学校
弘前市立小友小学校（ひろさきしりつ おともしょうがっこう）は、青森県弘前市小友にあった公立小学校。

## 概要
弘前市の中心部からは、約20 kmほど離れた小友地区（旧:新和村小友地区）にある小学校。進学先は学区内の弘前市立新和中学校。全校児童は46人（2020年現在・閉校時点）。

## 沿革
- 1876年（明治9年）7月 - 貝沢村に公立大森小学校開設。
- 1878年（明治11年）11月 - 大森小学校を小友村に移転。
- 1887年（明治20年）5月7日 - 大森小学校を小友尋常小学校と改称し、創立[3]。
- 1888年（明治21年）
  - 日付不明 - 校舎新築。
  - 10月 - 新和第三区尋常小学校と改称。
- 1910年（明治43年）11月 - 前校舎落成。
- 1935年（昭和10年） - 創立50周年記念式典挙行。
- 1941年（昭和16年）4月1日 - 国民学校令により、新和村小友国民学校と改称。
- 1942年（昭和17年） - 講堂落成。校歌・校章・校旗制定。
- 1947年（昭和22年）4月1日 - 学校教育法により、新和村立小友小学校となる。同日、新和中学校を併置。
- 1949年（昭和24年）3月 - 新和中学校開校。
- 1955年（昭和30年）3月1日 - 町村合併により、弘前市立小友小学校と改称。
- 1961年（昭和36年） - トイレ新築完成。
- 1962年（昭和37年）
  - 7月 - 簡易水道完成。
  - 10月 - 鉄棒施設完成。
- 1969年（昭和44年）2月17日 - 屋内運動場改築落成。
- 1970年（昭和45年）
  - 1月 - 新校舎改築工事竣工。
  - 2月25日 - 校舎改築工事完成記念式典挙行。
  - 日付不明 - ブランコ・雲梯施設完成。
- 1976年（昭和51年） - 米飯給食開始（週1回）。
- 1977年（昭和52年）7月 - プール修祓式・竣工式挙行。
- 1987年（昭和62年）
  - 5月 - 百周年記念大運動会開催。
  - 7月 - 百周年記念ねぷた大運行。
  - 9月13日 - 百周年記念式典パレードと記念式典・祝賀会挙行。
  - 10月x日 - 百周年記念学習発表会開催。
  - 10月31日 - 新校庭修祓式挙行。
- 1995年（平成7年）10月 - 新校舎竣工[4]。
- 2020年（令和2年）12月20日 - 閉校式挙行[1]。
- 2021年（令和3年）3月31日 - 新和小学校へ統合し、閉校[5][6]。

## 学区
小友

## 周辺
- 青森県道125号小友板柳停車場線[2]
- 小友簡易郵便局
- 前萢川

## 参考資料
- 『創立百周年記念誌 小友百年』（小友小学校・1987年12月21日発行）
  - 8ページ「創立百周年記念式典・祝賀会」
  - 24～36ページ「小友小学校沿革年表」